# Западный Кювет
За́падный Кюве́т (фр. Cuvette-Oues) — департамент в северо-западной части Республики Конго. Граничит с департаментами Кювет и Санга и Габоном. Площадь — 28 790 км². Население на 2010 год — 70 748 человек. Плотность — 2,46 человек/км². Естественный прирост — 5,77 %. Административный центр — город Эво.

## Население
Динамика изменения численности населения:
| Год  | Население |
| ---- | --------- |
| 1984 | 37 029    |
| 1996 | 49 422    |
| 2006 | 56 519    |
| 2010 | 70 748    |

## Административное деление
Западный Кювет подразделяется на 6 округов:
- Келле (15 205 человек).
- Мбама (8040 человек).
- Мбомо (7163 человека).
- Окойо (10 009 человек).
- Эво (20 195 человек).
- Этомби (12 387 человек).